# Jaroslav Šimon
Jaroslav Šimon (2. června 1895 – 14. prosince 1968) byl český a československý vysokoškolský učitel, agronom, politik a poúnorový bezpartijní poslanec Národního shromáždění ČSR.

## Biografie
Působil na Zemském výzkumném ústavu pro výrobu rostlinnou v Brně, zpočátku jako řadový pracovník, později jako vedoucí Sekce pro pěstování rostlin. Vyučoval na Vysoké škole zemědělské v Brně.
Ve volbách roku 1954 byl zvolen do Národního shromáždění ve volebním obvodu Mikulov-Břeclav jako bezpartijní kandidát. V parlamentu setrval až do konce funkčního období, tedy do voleb roku 1960.